# Funny How Time Flies
Funny How Time Flies è un brano della cantautrice statunitense Janet Jackson pubblicato nel 1987 come settimo e ultimo singolo del suo terzo album, Control.

## Descrizione
La canzone non ebbe particolare successo, anche a causa dell'assenza di un video musicale ad essa associato. Non venne pubblicata come singolo negli Stati Uniti.

## Classifiche
| Classifica (1987) | Posizione |
| ----------------- | --------- |
| Regno Unito       | 59        |
| Irlanda           | 24        |